# Observantenkerk
De Observantenkerk (Duits: Observantenkirche) is een kerkgebouw in de binnenstad van de Westfaalse stad Münster. De kerk staat op de hoek van de Schlaunstraße en de Rosenstraße.

## Beschrijving
De kerk is een voormalige kloosterkerk van de Francisaner observanten en werd tegen het eind van de 17e eeuw gebouwd. Het barokke portaal werd in 1700 voltooid. Het kerkgebouw heeft in plaats van de traditionele oost-westrichting een noord-zuidrichting. 
Na de opheffing in 1811 werd het klooster in gebruik genomen door Pruisische militairen. De kerk bleef tot 1819 gesloten. Vervolgens verwijderde men het kerkportaal en de heiligenbeelden. Toren en sacristie werden afgebroken en nadat men in de kerk een verdieping had ingebouwd, werd de onderste verdieping als paardenstalling gebruikt, aan het begin van de 20e eeuw ook als een rekwisietenkamer van het theater.   
Na de Tweede Wereldoorlog werd het vrijwel volledig verwoeste gebouw herbouwd. Binnen is de kerk eenvoudig gebleven. Van een reconstructie van het oorspronkelijk barokke interieur is het niet meer gekomen.
Sinds 1961 dient de kerk als protestantse universiteitskerk en als concertkerk voor de studentenkoren van de Faculteit Protestantse Theologie van de Westfaalse Wilhelms-Universiteit.

## Orgel
De Observantenkerk heeft drie orgels. Voor concertachtige doeleinden staan een klein orgel met twee manualen en pedaal en een positief ter beschikking. Tot in het begin van de 19e eeuw stond in de kerk een historisch orgel uit de 17e eeuw. Na de opheffing van het klooster werd de fraaie orgelkast verkocht. Hij bevindt zich tegenwoordig (met een orgel uit 1896) in de Basiliek van Onze-Lieve-Vrouw-ten-Hemelopneming te Zwolle. Het hoofdorgel op de zuidelijke galerij werd in 1962 door de orgelbouwer Paul Ott uit Göttingen gebouwd naar een dispositieontwerp van Rudolf Reuter. Het sleeplade-instrument heeft 36 registers verdeeld over drie manualen en pedaal. De speel- en registertracturen zijn mechanisch.